# Moy (Kilmallie)

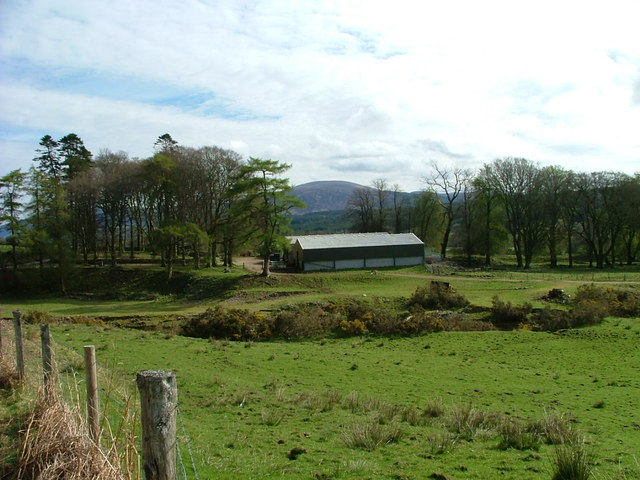
Blick von Südwesten auf die Farm

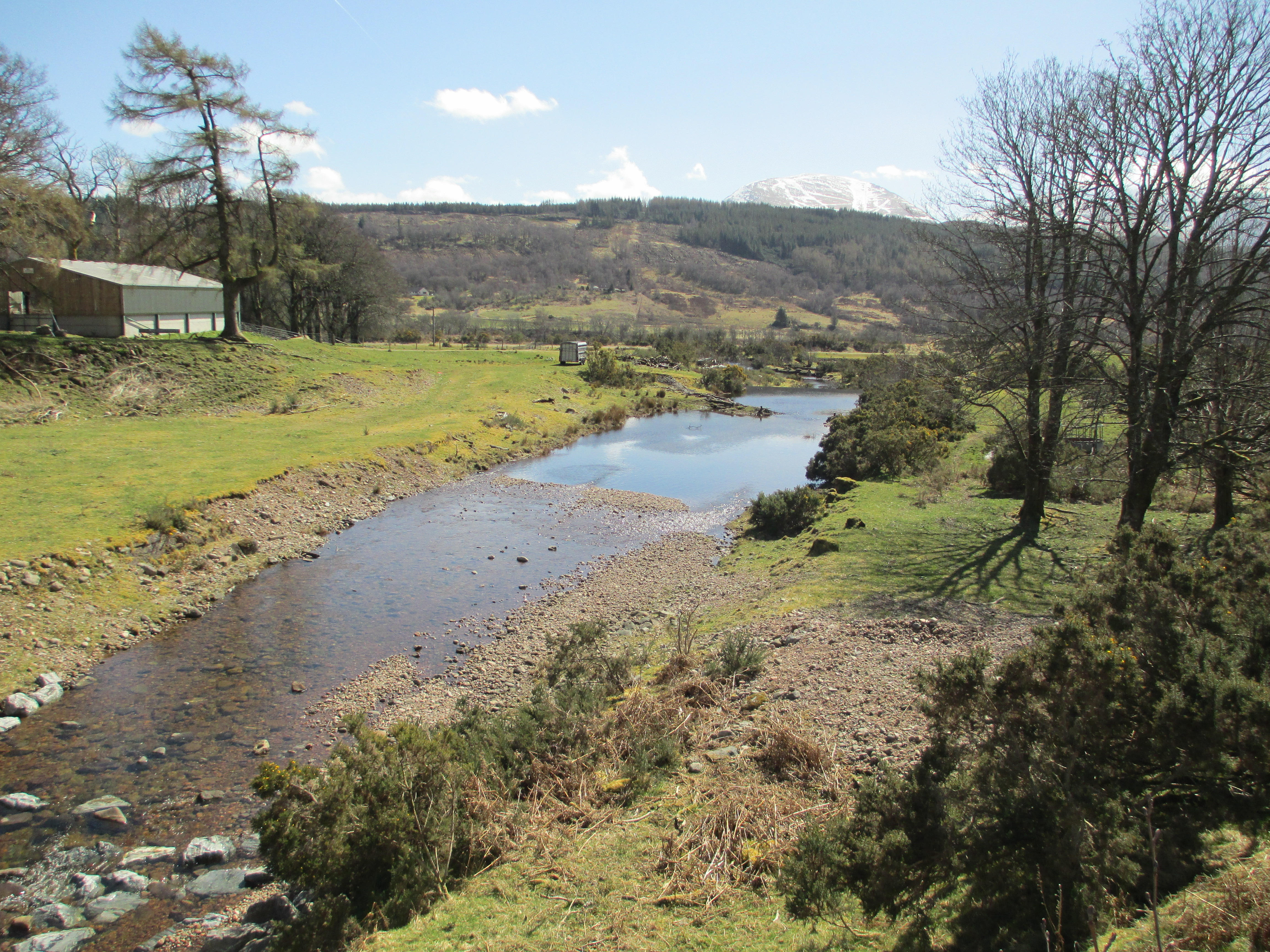
Mündung des Allt Coire Chraoibhe

Moy ist eine kleine Ortschaft, die südwestlich von Inverness in der Region Highland im Norden von Schottland liegt. Im Rahmen der historischen Gliederung Schottlands in Civil Parishes zählt es zu Kilmallie, das zu Inverness-shire gehörte.

## Geographie
Moy liegt auf der nordwestlichen Seite des Tals des River Lochy. Von dem Fluss getrennt wird es durch den Kaledonischen Kanal. In diesen fließt bei Moy von Norden der Bach Allt Coire Chraoibhe. Das Umfeld ist landwirtschaftlich geprägt. Das Zentrum Moys bildet eine Schaffarm, weswegen auch der Ausdruck Moy Farm anzutreffen ist.

## Verkehr
Verkehrstechnisch zu erreichen ist Moy über die von Banavie nach Spean Bridge führende B8004. Nächstgrößere Ortschaft ist das im Süden gelegene Fort William.

## Historisch Bedeutsames
Unter Denkmalschutz steht eine den Kaledonischen Kanal querendende Brücke, die Moy Swing Bridge.